# ساپورو
ساپّورو (به ژاپنی: 札幌) (به انگلیسی: Sapporo) بزرگ‌ترین شهر در شمال ژاپن و در جزیره هوکایدو است. این شهر با جمعیت حدود ۱٫۹ میلیون نفر در ۳۱ ژوئیه ۲۰۲۳، پنجمین شهر پرجمعیت ژاپن محسوب می‌شود و مرکز فرهنگی، اقتصادی و سیاسی هوکایدو است. ساپورو در جنوب غربی هوکایدو، در منطقه‌ای نزدیک به رود تویویهیرا قرار دارد. نام شهر ساپورو در بیرون از کشور ژاپن بیشتر به دلیل میزبانی المپیک زمستانی ۱۹۷۲ میلادی که نخستین المپیک در آسیا بود، جام جهانی فوتبال ۲۰۰۲، و همچنین برگزاری جشنوارهٔ برف (یوکی ماتسوری) سالانه شناخته شده است. از این روی بیش از دو میلیون گردشگر از سرتاسر جهان در این جشنواره شرکت می‌کنند. کارخانهٔ معروف «آبجوسازی ساپّورو» نیز در این شهر واقع شده است.
این شهر در منطقهٔ «ایشیکاری» جزیرهٔ هوکایدو واقع شده است و یکی از شهرهای منتخب توسط حکم دولتی به‌شمار می‌آید.
متروی ساپورو در سال ۱۹۷۱ تأسیس شده و هم‌اکنون دارای ۳ خط و ۴۹ ایستگاه می‌باشد.

## جغرافیا

موقعیت بخش ایشیکاری در هوکایدو

ساپورو شهری است که در قسمت جنوب باختری دشت ایشیکاری و مخروط افکنه رود تویویهیرا، شاخه‌ای از رود ایشی‌کاری، واقع شده است. این شهر جزئی از بخش ایشیکاری است. جاده‌های منطقه شهری به صورت شبکه‌ای ساخته شده‌اند. بخش‌های غربی و جنوبی ساپورو توسط تعدادی کوه از جمله کوه تینه، مارویاما و کوه مویوا و همچنین رودخانه‌های زیادی از جمله رودخانه ایشیکاری، تویویهیرا و سوسئی اشغال شده است. ارتفاع ساپورو ۲۹ متر (۹۵ فوت ۲ اینچ) است.
ساپورو پارک‌های زیادی دارد، از جمله پارک اودوری که در قلب شهر واقع شده است و میزبان تعدادی رویداد و جشنواره سالانه در طول سال است. پارک موئرنوما همچنین یکی از بزرگ‌ترین پارک‌های ساپورو است و طبق طرح ایسامو نوگوچی، هنرمند و معمار منظر ژاپنی-آمریکایی، ساخته شده است.
شهرهای همسایه عبارتند از ایشیکاری، ابتسو، کیتاهیروشیما، انیوا، چیتوسه، اوتارو، داته و شهرهای مجاور تبتسو، کیموبتسو و کیوگوکو هستند.

## تاریخچه

### تاریخ اولیه
پیش از تأسیس، منطقه‌ای که ساپورو (معروف به دشت ایشیکاری) در آن قرار دارد، محل سکونت بومیان آینو بود. در سال ۱۸۶۶، در پایان دوره ادو، ساخت یک کانال از طریق این منطقه آغاز شد و تعدادی از مهاجران اولیه را به ایجاد روستای ساپورو تشویق کرد. در سال ۱۸۶۸، سالی که رسماً به عنوان «تولد» ساپورو جشن گرفته می‌شود، دولت جدید دوره میجی به این نتیجه رسید که مرکز اداری موجود هوکایدو، که در آن زمان بندر هاکوداته بود، در مکانی نامناسب برای دفاع و توسعه بیشتر این جزیره قرار دارد. در نتیجه، تصمیم گرفته شد که یک پایتخت جدید در دشت ایشیکاری تأسیس شود. خود این دشت وسعت غیرمعمول بزرگی از زمین مسطح و زهکشی شده را فراهم می‌کرد که در جغرافیای کوهستانی هوکایدو نسبتاً نادر است.
در طول سال‌های ۱۸۷۰–۱۸۷۱، کورودا کیوتاکا، نایب رئیس کمیسیون توسعه هوکایدو (Kaitaku-shi)، برای کمک به توسعه زمین به دولت آمریکا مراجعه کرد. در نتیجه، هوریس کپرون، وزیر کشاورزی ایالات متحده آمریکا در زمان رئیس‌جمهور یولیسیز سایمن گرانت، به عنوان مشاوران خارجی دولت میجی در ژاپن و مشاور ویژه کمیسیون منصوب شد. ساخت و ساز در اطراف پارک اودوری آغاز شد که هنوز به عنوان یک نوار سبز از زمین تفریحی که منطقه مرکزی شهر را به دو قسمت تقسیم می‌کند، باقی مانده است. این شهر از طرح مشبک شهر پیروی کرد و خیابان‌ها در زوایای قائم قرار گرفتند تا بلوک‌های شهری را تشکیل دهند. گسترش ژاپنی‌ها به اطراف هوکایدو، عمدتاً به دلیل مهاجرت از جزیره اصلی هونشو بلافاصله در جنوب، ادامه یافت و رونق هوکایدو و به ویژه پایتخت آن به حدی رسید که کمیسیون توسعه غیرضروری تلقی شد و در سال ۱۸۸۲ منحل شد. در سال ۱۸۷۱، معبد هوکایدو در مکان فعلی خود به عنوان معبد ساپورو ساخته شد.
ادوین دان در سال ۱۸۷۶ برای ایجاد مزارع گوسفند و گاو به ساپورو آمد. او همچنین پرورش خوک و تهیه کره، پنیر، ژامبون و سوسیس را نشان داد. او دو بار با زنان ژاپنی ازدواج کرد. او یک بار در سال ۱۸۸۳ به ایالات متحده بازگشت اما به عنوان دبیر دولت به ژاپن بازگشت. ویلیام اس. کلارک، که رئیس کالج کشاورزی ماساچوست (که اکنون دانشگاه ماساچوست در امهرست است) بود، تنها به مدت هشت ماه از سال ۱۸۷۶ تا ۱۸۷۷ به عنوان معاون رئیس مؤسس کالج کشاورزی ساپورو (که اکنون دانشگاه هوکایدو است) آمد. او دروس دانشگاهی در علوم تدریس می‌کرد و در مورد کتاب مقدس به عنوان یک دوره «اخلاق» سخنرانی می‌کرد و اصول مسیحی را به اولین کلاس ورودی کالج معرفی می‌کرد.
در سال ۱۸۸۰، کل منطقه ساپورو به "Sapporo-ku" (بخش ساپورو) تغییر نام داد، و یک راه‌آهن بین ساپورو و Temiya، اوتارو، هوکایدو احداث شد. در آن سال Hōheikan، یک هتل و مرکز پذیرایی برای مقامات و شخصیت‌های بازدیدکننده، در مجاورت پارک اودوری ساخته شد. بعدها به پارک ناکاجیما منتقل شد که امروزه نیز در آنجا باقی مانده است. دو سال بعد، با لغو Kaitaku-shi، هوکایدو به سه استان تقسیم شد: هاکوداته، ساپورو و نمورو. نام منطقه شهری در ساپورو Sapporo-ku باقی ماند، در حالی که بقیه منطقه در Sapporo-ku به Sapporo-gun تغییر یافت. ساختمان اداری Sapporo-ku نیز در منطقه شهری واقع شده بود.
استان‌های ساپورو، هاکوداته و نمورو در سال ۱۸۸۶ لغو شدند و ساختمان اداری دولت سابق هوکایدو، ساختمانی به سبک معماری نئوباروک آمریکایی با آجرهای قرمز، در سال ۱۸۸۸ ساخته شد. آخرین دسته از Tondenhei، سربازانی که هوکایدو را پیشگام کردند، در مکانی که منطقه Tonden در کیتا-کو، ساپورو در حال حاضر واقع شده است، مستقر شدند. Sapporo-ku تا سال ۱۸۹۹، زمانی که سیستم جدید منطقه‌ای اعلام شد، Sapporo-gun اطراف را اداره می‌کرد. پس از آن سال، Sapporo-ku از کنترل Sapporo-gun خارج شد. "ku" (منطقه) که از سال ۱۸۹۹ اجرا شد، خودمختاری بود که کمی بزرگتر از شهرها و کوچکتر از شهرها بود. در هوکایدو در آن زمان، Hakodate-ku و Otaru-ku نیز وجود داشتند.

نگاره‌ها
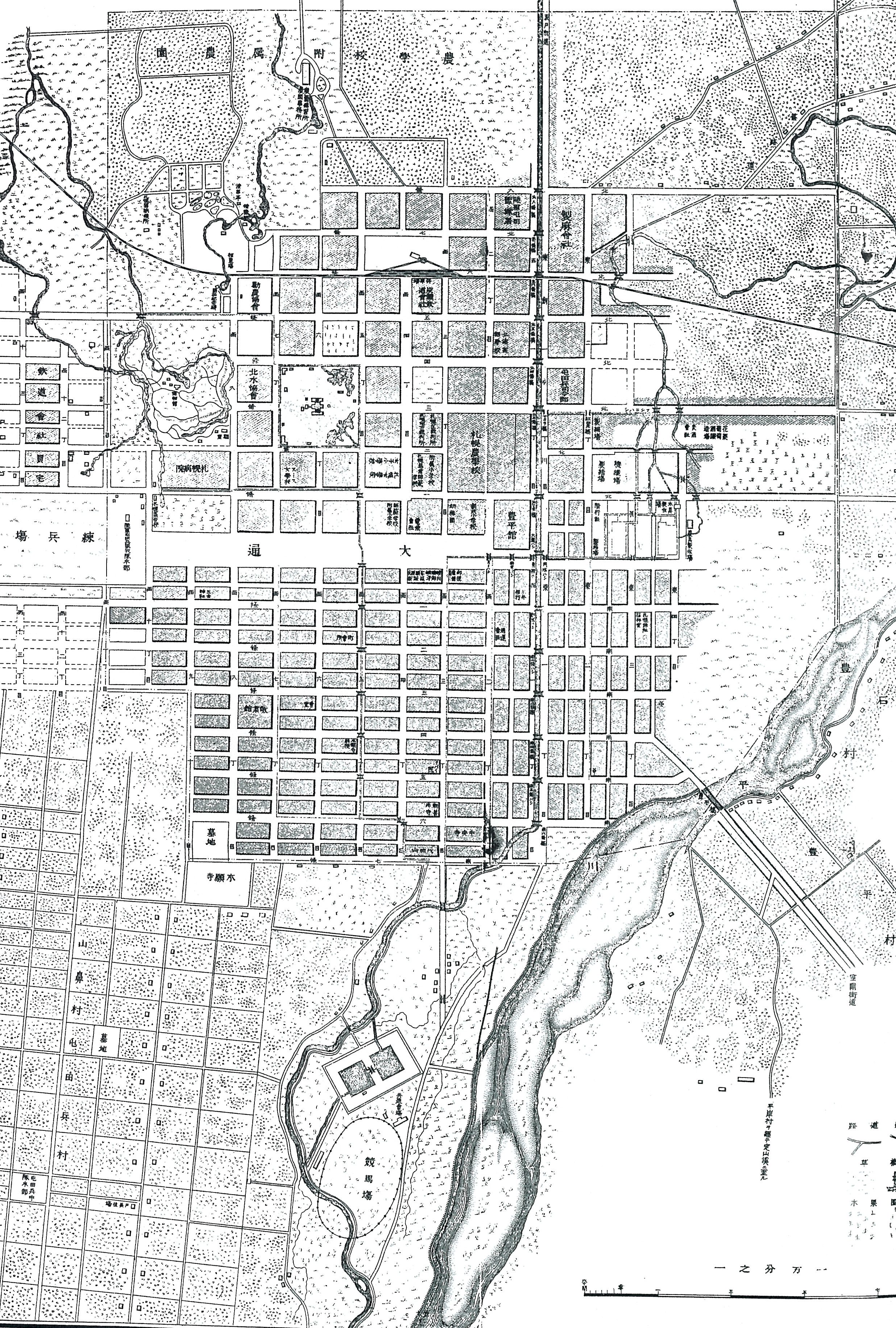
نقشه شهر ساپورو در سال ۱۸۹۱، نشان‌دهنده طرح شبکه‌ای شهر
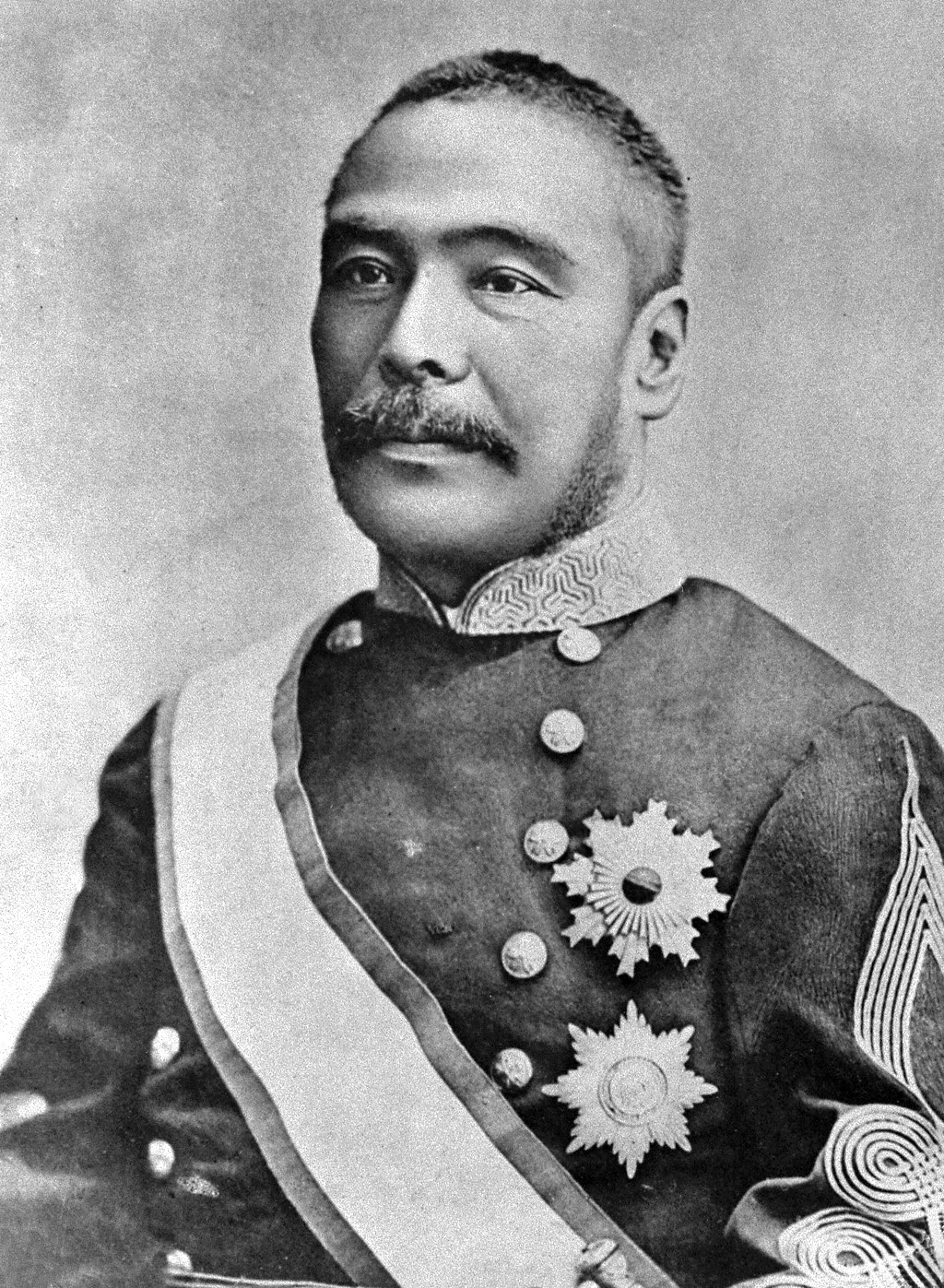
کورودا کیوتاکا
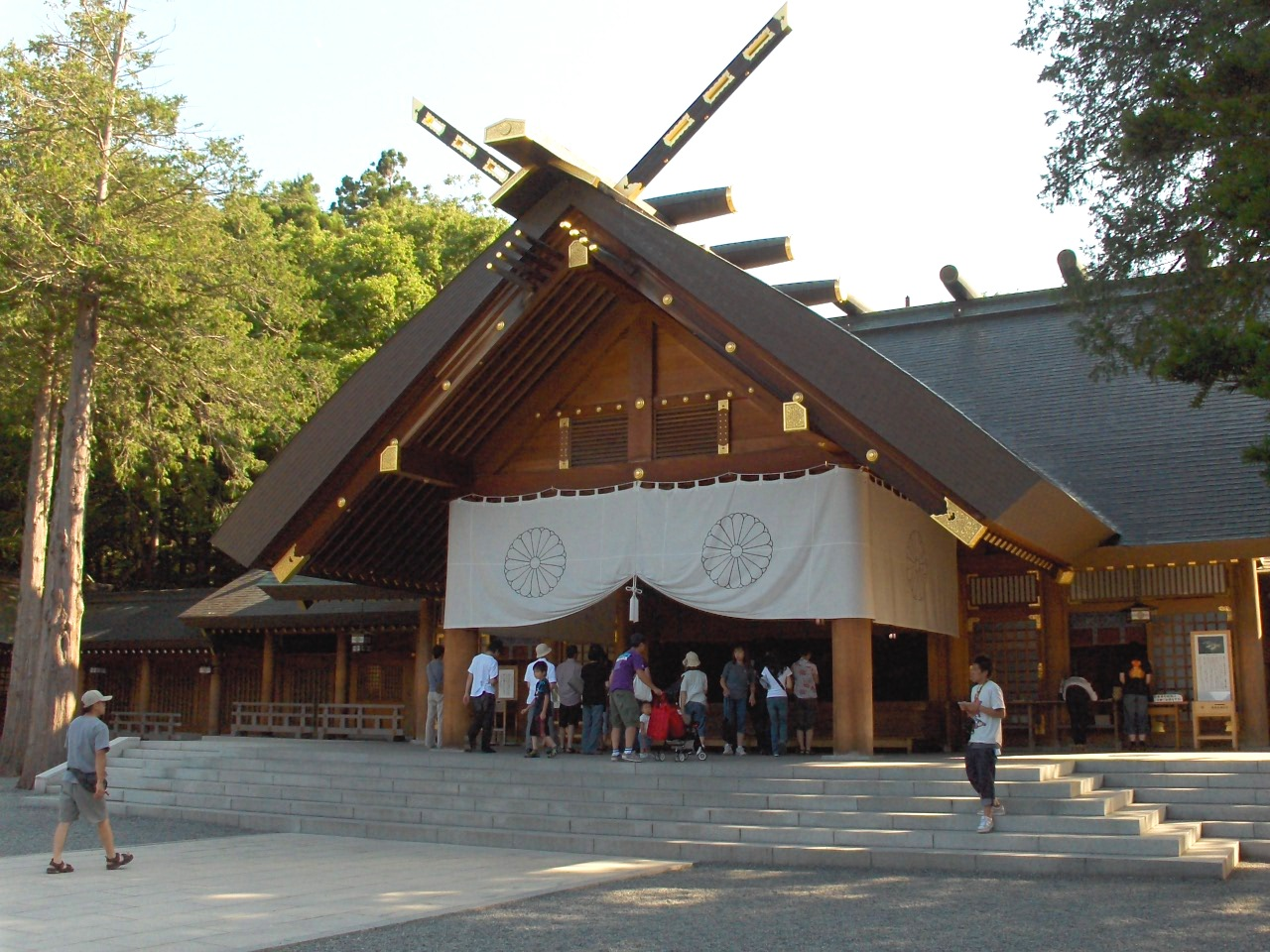
معبد هوکایدو در پارک مارویاما

### قرن بیستم
در سال ۱۹۰۷، دانشگاه توهوکو در سندای استان میاگی تأسیس شد و کالج کشاورزی ساپورو تحت کنترل این دانشگاه قرار گرفت. بخش‌هایی از روستاهای همسایه از جمله روستای ساپورو، روستای نائبو، روستای کامی شیرویشی و مناطقی که Tonden-hei در آن ساکن شده بودند، در سال ۱۹۱۰ در Sapporo-ku ادغام شدند.
تراموای ساپورو در سال ۱۹۱۸ افتتاح شد و دانشگاه امپراتوری هوکایدو به عنوان پنجمین دانشگاه امپراتوری در ژاپن در Sapporo-ku تأسیس شد. راه‌آهن دیگری که در ساپورو فعالیت می‌کرد، راه‌آهن Jōzankei بود که در نهایت در سال ۱۹۶۹ منحل شد.
در سال ۱۹۲۲، نظام جدید شهری توسط دولت توکیو اعلام شد و Sapporo-ku رسماً به شهر ساپورو تغییر نام داد. شبکهٔ اتوبوس شهری ساپورو در سال ۱۹۳۰ آغاز به کار کرد. در سال ۱۹۳۷، ساپورو به عنوان محل برگزاری بازی‌های المپیک زمستانی ۱۹۴۰ انتخاب شد، اما به دلیل وقوع جنگ دوم چین و ژاپن، این بازی‌ها سال بعد لغو شد. شهر مارویاما در سال ۱۹۴۰ به عنوان بخشی از Chūō-ku ادغام شد و فرودگاه اوکاداما در سال ۱۹۴۲ ساخته شد. در طول جنگ جهانی دوم، این شهر در ژوئیه ۱۹۴۵ مورد حملات هوایی به ژاپن قرار گرفت.
اولین جشنواره برف ساپورو در سال ۱۹۵۰ برگزار شد. در همان سال، روستای مجاور شیرویشی به شهر ساپورو ادغام شد و به عنوان بخشی از Shiroishi-ku و Atsubetsu-ku درآمد. در سال ۱۹۵۵، شهر کوتونی، کل روستای ساپورو و روستای شینورو در ساپورو ادغام شدند و بخشی از Chūō-ku, Kita-ku, Higashi-ku, Nishi-ku و Teine-ku فعلی شدند. گسترش ساپورو با ادغام شهر تویوهیرا در سال ۱۹۶۱ و شهر تینه در سال ۱۹۶۷ ادامه یافت که هر کدام به بخشی از Toyohira-ku, Kiyota-ku و Teine-ku تبدیل شدند.
مراسم بزرگداشت صدمین سالگرد تأسیس ساپورو و هوکایدو در سال ۱۹۶۸ برگزار شد. شبکهٔ متروی ساپورو در سال ۱۹۷۱ افتتاح شد که ساپورو را به چهارمین شهر ژاپن تبدیل کرد که دارای سیستم مترو است. از ۳ تا ۱۳ فوریه ۱۹۷۲، بازی‌های المپیک زمستانی ۱۹۷۲، اولین بازی‌های المپیک زمستانی که در آسیا برگزار شد، برگزار شد. در اول آوریل همان سال، ساپورو به عنوان یکی از شهرهای تعیین شده توسط فرمان دولتی تعیین شد و هفت بخش تأسیس شد. آخرین اجرای عمومی خواننده اپرا، ماریا کالاس، در ۱۱ نوامبر ۱۹۷۴ در ساپورو در Hokkaido Koseinenkin Kaikan بود. متروی شهری ساپورو زمانی که خط Tōzai در سال ۱۹۷۶ شروع به کار کرد و خط Tōhō در سال ۱۹۸۸ افتتاح شد، گسترش یافت. در سال ۱۹۸۹، Atsubetsu-ku و Teine-ku از Shiroishi-ku و Nishi-ku جدا شدند. رویدادهای سالانه در ساپورو آغاز شد، مانند جشنواره موسیقی پاسیفیک در سال ۱۹۹۰ و جشنواره Yosakoi Sōran در سال ۱۹۹۲. یک باشگاه فوتبال حرفه‌ای، باشگاه فوتبال هوکایدو کونسادول ساپورو، در سال ۱۹۹۶ تأسیس شد. در سال ۱۹۹۷، Kiyota-ku از Toyohira-ku جدا شد. در همان سال، بانک هوکایدو تاکوشوکو، یک بانک مستقر در هوکایدو با دفتر مرکزی در اودوری، ورشکست شد.

نگاره‌ها
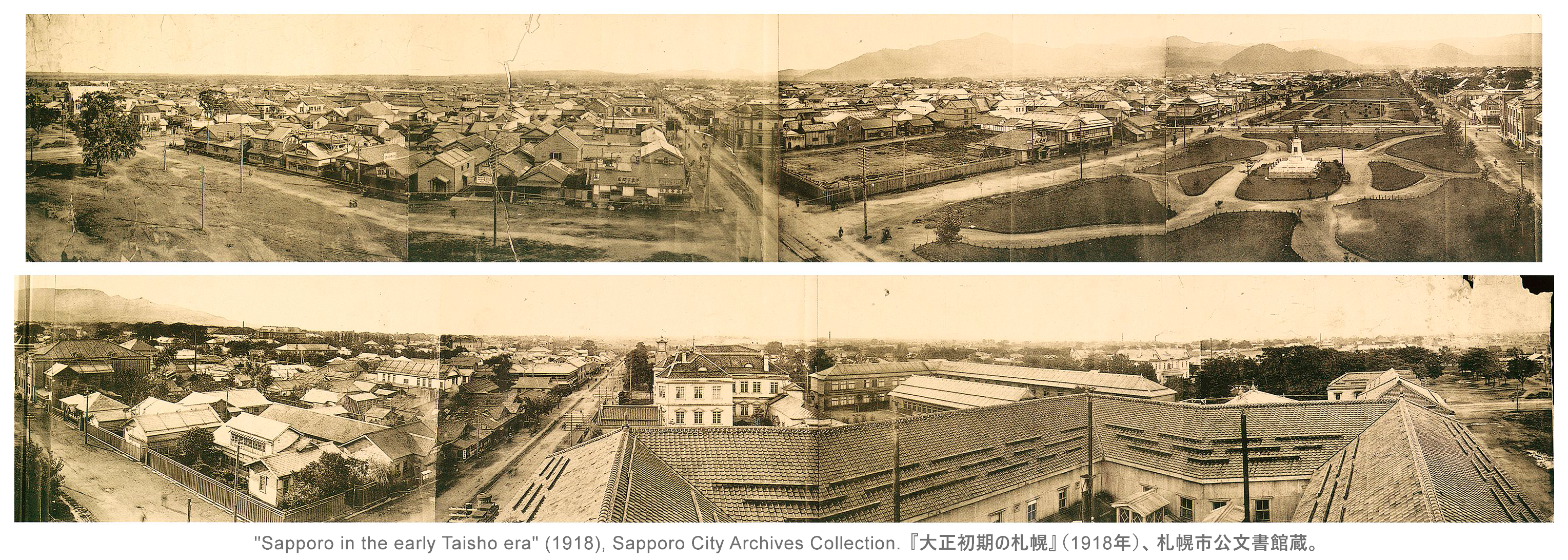
شهر ساپورو، دوره تایشو، ۱۹۱۸
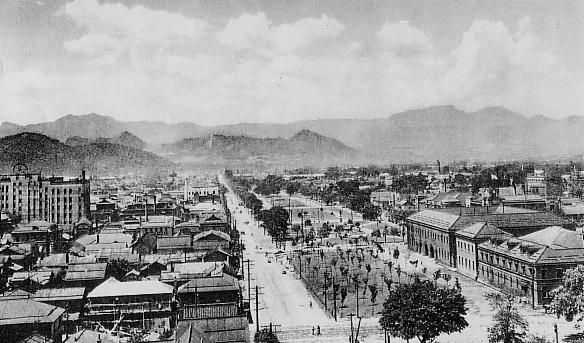
پارک اودوری در سال ۱۹۳۶
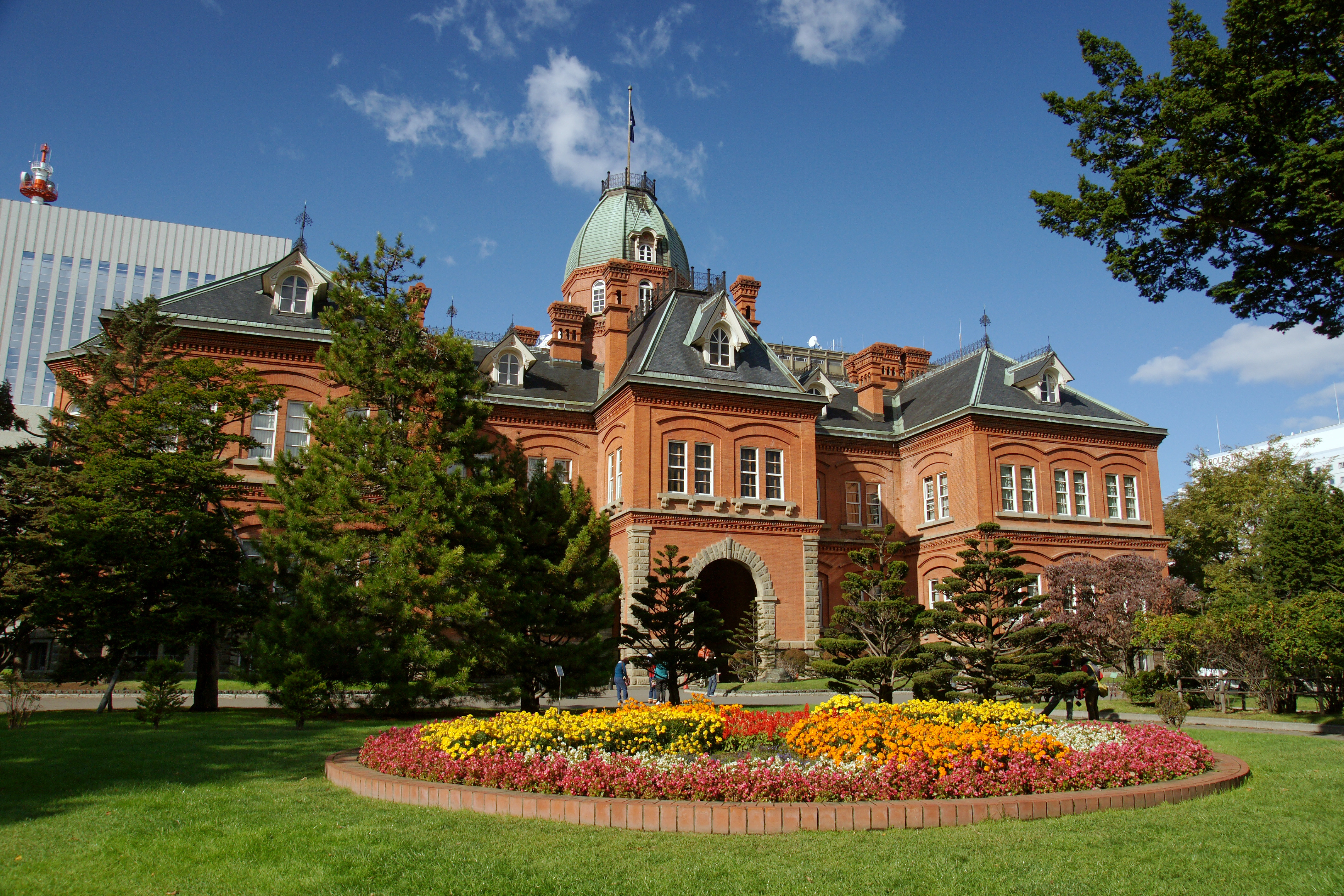
ساختمان اداری دولت سابق هوکایدو
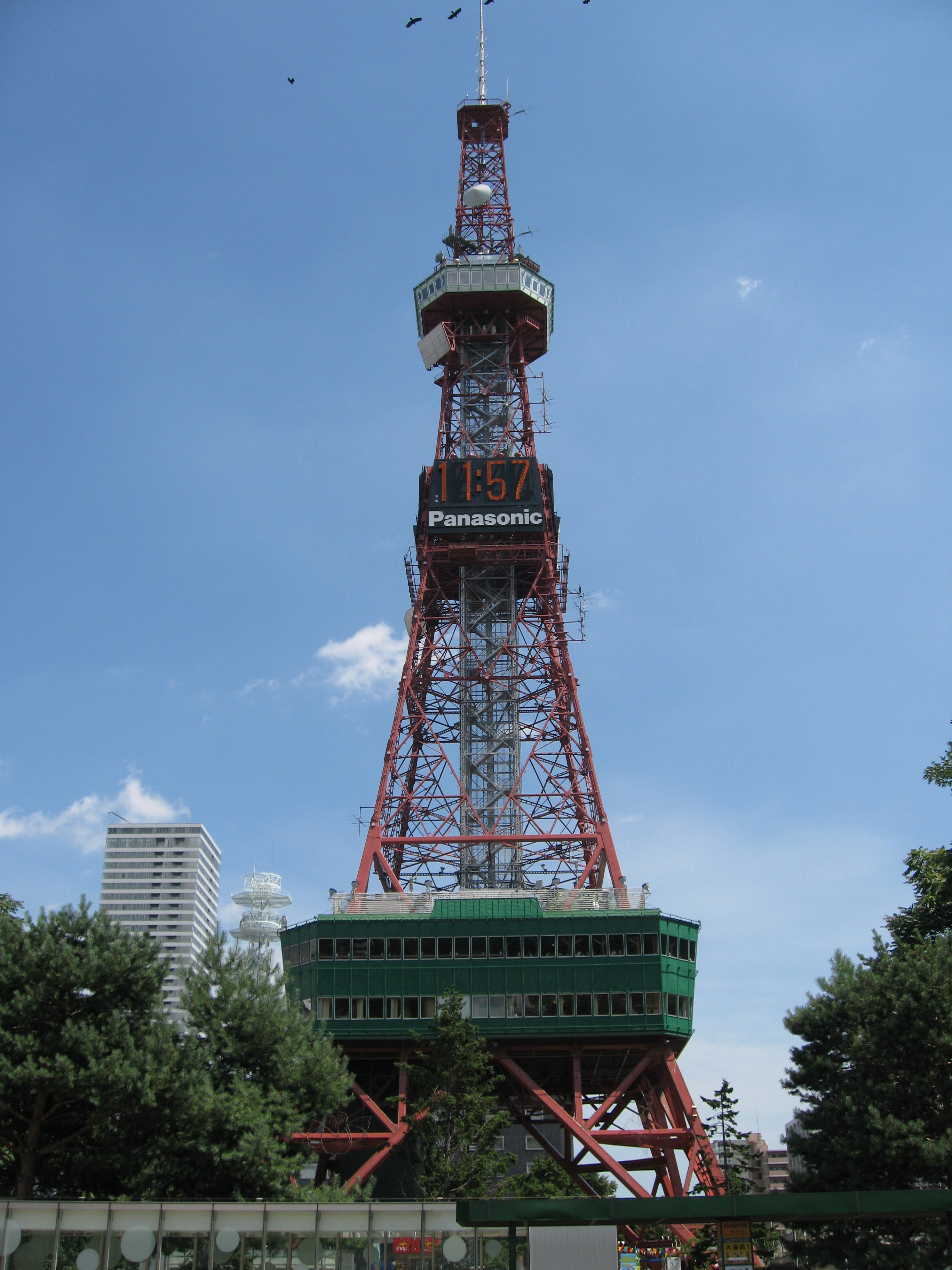
برج تلویزیونی ساپورو در سال ۱۹۵۷ ساخته شد.

## قرن بیست و یکم

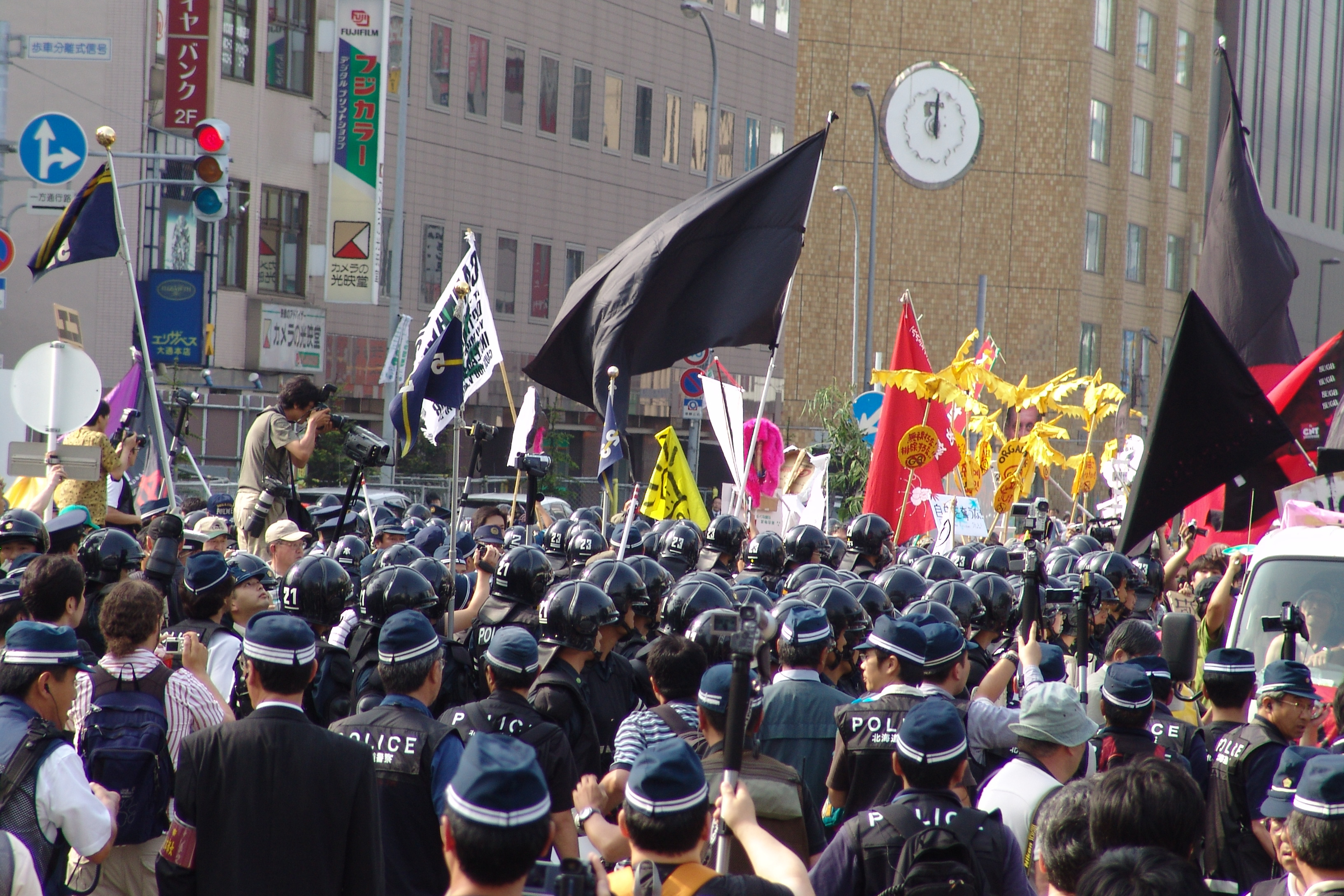
راهپیمایی اعتراضی سی و چهارمین اجلاس سران گروه هشت در سال ۲۰۰۸

در سال ۲۰۰۱ ساخت گنبد ساپورو به پایان رسید و در سال ۲۰۰۲ این گنبد میزبان سه بازی در طول جام جهانی فوتبال ۲۰۰۲ بود: آلمان در مقابل عربستان سعودی، آرژانتین در مقابل انگلیس و ایتالیا در مقابل اکوادور که همه آنها در دور اول بودند. فومیو اوئدا در سال ۲۰۰۳ برای اولین بار به عنوان شهردار ساپورو انتخاب شد. ساپورو در سال ۲۰۰۴ به خانه یک تیم بیسبال حرفه‌ای نیپون، Hokkaido Nippon-Ham Fighters تبدیل شد که سری ژاپن ۲۰۰۶ را برد و رژه پیروزی در فوریه ۲۰۰۷ در Ekimae-Dōri (خیابانی در مقابل ایستگاه ساپورو) برگزار شد.
سی و چهارمین اجلاس سران گروه هشت در سال ۲۰۰۸ در تویکاو، هوکایدو برگزار شد و تعدادی از مردم از جمله فعالان جنبش‌های ضد جهانی‌سازی در قلب شهر برای اعتراض راهپیمایی کردند. افسران پلیس از سراسر ژاپن در ساپورو جمع شده بودند،

## دانشگاه
- Hokkaido University بایگانی‌شده  در ۲ آوریل ۲۰۱۴ توسط Wayback Machine, 北海道大学
- Hokkaido University of Education, 北海道教育大学
- Sapporo City University, 札幌市立大学